# Partecipanti al Giro di Svizzera 2024
Elenco dei partecipanti al Giro di Svizzera 2024.
Il Giro di Svizzera 2024 è stata l'ottantasettesima edizione della corsa. Alla competizione presero parte ventiquattro squadre: le diciotto con licenza UCI World Tour 2024, cinque UCI ProTeam e una selezione nazionale.
Ciascuna delle squadre è composta da sette ciclisti, per un totale di 168 ciclisti accreditati alla partenza.

## Corridori per squadra
Nota: R ritirato, NP non partito, FT fuori tempo, SQ squalificato
| Lidl-Trek             | Lidl-Trek             | Lidl-Trek             | Alpecin-Deceuninck              | Alpecin-Deceuninck              | Alpecin-Deceuninck              | Arkéa-B&B Hotels          | Arkéa-B&B Hotels          | Arkéa-B&B Hotels          |
| --------------------- | --------------------- | --------------------- | ------------------------------- | ------------------------------- | ------------------------------- | ------------------------- | ------------------------- | ------------------------- |
| N°                    | Ciclista              | Clas.                 | N°                              | Ciclista                        | Clas.                           | N°                        | Ciclista                  | Clas.                     |
| 1                     | Mattias Skjelmose     | 3°                    | 11                              | Axel Laurance                   | 107°                            | 21                        | Arnaud Démare             | 130°                      |
| 2                     | Julien Bernard        | 52°                   | 12                              | Nicola Conci                    | 55°                             | 22                        | Vincenzo Albanese         | 112°                      |
| 3                     | Patrick Konrad        | 33°                   | 13                              | Silvan Dillier                  | 53°                             | 23                        | Anthony Delaplace         | 87°                       |
| 4                     | Bauke Mollema         | R 4ª                  | 14                              | Timo Kielich                    | NP 4ª                           | 24                        | Raúl García Pierna        | 45°                       |
| 5                     | Jacopo Mosca          | 114°                  | 15                              | Søren Kragh Andersen            | 86°                             | 25                        | Simon Guglielmi           | 68°                       |
| 6                     | Thibau Nys            | 94°                   | 16                              | Oscar Riesebeek                 | 115°                            | 26                        | Daniel McLay              | 140°                      |
| 7                     | Sam Oomen             | 36°                   | 17                              | Stan Van Tricht                 | R 5ª                            | 27                        | Kévin Vauquelin           | 42°                       |
| Astana Qazaqstan Team | Astana Qazaqstan Team | Astana Qazaqstan Team | Bora-Hansgrohe                  | Bora-Hansgrohe                  | Bora-Hansgrohe                  | Bahrain Victorious        | Bahrain Victorious        | Bahrain Victorious        |
| N°                    | Ciclista              | Clas.                 | N°                              | Ciclista                        | Clas.                           | N°                        | Ciclista                  | Clas.                     |
| 31                    | Mark Cavendish        | 137°                  | 41                              | Emanuel Buchmann                | R 2ª                            | 51                        | Damiano Caruso            | 71°                       |
| 32                    | Samuele Battistella   | NP 7ª                 | 42                              | Roger Adrià                     | 37°                             | 52                        | Fran Miholjević           | R 5ª                      |
| 33                    | Cees Bol              | 132°                  | 43                              | Cesare Benedetti                | 122°                            | 53                        | Andrea Pasqualon          | 110°                      |
| 34                    | Harold Martín López   | 18°                   | 45                              | Sergio Higuita                  | 12°                             | 54                        | Finlay Pickering          | 20°                       |
| 35                    | Aleksej Lucenko       | 65°                   | 46                              | Jordi Meeus                     | NP 8ª                           | 55                        | Wout Poels                | 16°                       |
| 36                    | Michael Mørkøv        | 138°                  | 47                              | Frederik Wandahl                | 78°                             | 56                        | Johan Price-Pejtersen     | 129°                      |
| 37                    | Simone Velasco        | 111°                  | 48                              | Ben Zwiehoff                    | 46°                             | 57                        | Torstein Træen            | 93°                       |
| Cofidis               | Cofidis               | Cofidis               | Decathlon AG2R La Mondiale Team | Decathlon AG2R La Mondiale Team | Decathlon AG2R La Mondiale Team | EF Education-EasyPost     | EF Education-EasyPost     | EF Education-EasyPost     |
| N°                    | Ciclista              | Clas.                 | N°                              | Ciclista                        | Clas.                           | N°                        | Ciclista                  | Clas.                     |
| 61                    | Ion Izagirre          | R 7ª                  | 71                              | Felix Gall                      | 10°                             | 81                        | Richard Carapaz           | NP 5ª                     |
| 62                    | Bryan Coquard         | NP 8ª                 | 72                              | Alex Baudin                     | 58°                             | 82                        | Alberto Bettiol           | NP 5ª                     |
| 63                    | Aimé De Gendt         | 89°                   | 73                              | Stan Dewulf                     | 96°                             | 83                        | Stefan Bissegger          | 102°                      |
| 64                    | Jesús Herrada         | 31°                   | 74                              | Paul Lapeira                    | 41°                             | 84                        | Rui Costa                 | 38°                       |
| 65                    | Anthony Perez         | 100°                  | 75                              | Valentin Paret-Peintre          | 25°                             | 85                        | James Shaw                | 39°                       |
| 66                    | Alexis Renard         | 134°                  | 76                              | Nans Peters                     | 74°                             | 86                        | Georg Steinhauser         | NP 6ª                     |
| 67                    | Harrison Wood         | 54°                   | 77                              | Lawrence Warbasse               | 59°                             | 87                        | Marijn van den Berg       | 88°                       |
| Groupama-FDJ          | Groupama-FDJ          | Groupama-FDJ          | Ineos Grenadiers                | Ineos Grenadiers                | Ineos Grenadiers                | Intermarché-Wanty         | Intermarché-Wanty         | Intermarché-Wanty         |
| N°                    | Ciclista              | Clas.                 | N°                              | Ciclista                        | Clas.                           | N°                        | Ciclista                  | Clas.                     |
| 91                    | Lenny Martinez        | 32°                   | 101                             | Egan Bernal                     | 4°                              | 111                       | Lilian Calmejane          | R 5ª                      |
| 92                    | Sven Erik Bystrøm     | 97°                   | 102                             | Ethan Hayter                    | 50°                             | 112                       | Francesco Busatto         | 79°                       |
| 93                    | Stefan Küng           | 63°                   | 103                             | Kim Heiduk                      | 101°                            | 113                       | Kevin Colleoni            | NP 2ª                     |
| 94                    | Fabian Lienhard       | 131°                  | 104                             | Thomas Pidcock                  | 6°                              | 114                       | Gerben Kuypers            | 84°                       |
| 95                    | Rudy Molard           | 34°                   | 105                             | Salvatore Puccio                | 116°                            | 115                       | Arne Marit                | 133°                      |
| 96                    | Reuben Thompson       | 62°                   | 106                             | Brandon Rivera                  | 22°                             | 116                       | Simone Petilli            | 123°                      |
| 97                    | Samuel Watson         | 120°                  | 107                             | Óscar Rodríguez                 | 69°                             | 117                       | Rein Taaramäe             | 43°                       |
| Movistar Team         | Movistar Team         | Movistar Team         | Soudal Quick-Step               | Soudal Quick-Step               | Soudal Quick-Step               | Team DSM-Firmenich PostNL | Team DSM-Firmenich PostNL | Team DSM-Firmenich PostNL |
| N°                    | Ciclista              | Clas.                 | N°                              | Ciclista                        | Clas.                           | N°                        | Ciclista                  | Clas.                     |
| 121                   | Enric Mas             | 7°                    | 131                             | William Junior Lecerf           | 21°                             | 141                       | Oscar Onley               | 8°                        |
| 122                   | Jorge Arcas           | 70°                   | 132                             | Ayco Bastiaens                  | 124°                            | 142                       | Tobias Lund Andresen      | 127°                      |
| 123                   | Johan Jacobs          | 104°                  | 133                             | Gil Gelders                     | 91°                             | 143                       | Pavel Bittner             | 118°                      |
| 124                   | Nelson Oliveira       | 51°                   | 134                             | Yves Lampaert                   | 106°                            | 144                       | Sean Flynn                | 119°                      |
| 125                   | Nairo Quintana        | NP 3ª                 | 135                             | Fausto Masnada                  | NP 2ª                           | 145                       | Chris Hamilton            | 61°                       |
| 126                   | Einer Rubio           | 24°                   | 136                             | Louis Vervaeke                  | 40°                             | 146                       | Gijs Leemreize            | 44°                       |
| 127                   | Pelayo Sánchez        | 11°                   | 137                             | Jordi Warlop                    | R 5ª                            | 147                       | Frank van den Broek       | 29°                       |
| Team Jayco AlUla      | Team Jayco AlUla      | Team Jayco AlUla      | Team Visma-Lease a Bike         | Team Visma-Lease a Bike         | Team Visma-Lease a Bike         | UAE Team Emirates         | UAE Team Emirates         | UAE Team Emirates         |
| N°                    | Ciclista              | Clas.                 | N°                              | Ciclista                        | Clas.                           | N°                        | Ciclista                  | Clas.                     |
| 151                   | Mauro Schmid          | 60°                   | 161                             | Ben Tulett                      | 23°                             | 171                       | Adam Yates                | 1°                        |
| 152                   | Welay Berhe           | 80°                   | 162                             | Robert Gesink                   | 67°                             | 172                       | Filippo Baroncini         | 85°                       |
| 153                   | Lawson Craddock       | R 5ª                  | 163                             | Wilco Kelderman                 | 9°                              | 173                       | Jan Christen              | 30°                       |
| 154                   | Felix Engelhardt      | 95°                   | 164                             | Johannes Staune-Mittet          | 26°                             | 174                       | Isaac Del Toro            | 13°                       |
| 155                   | Anders Foldager       | 57°                   | 165                             | Cian Uijtdebroeks               | 35°                             | 175                       | Finn Fisher-Black         | 73°                       |
| 156                   | Amund Grøndahl J.     | 135°                  | 166                             | Milan Vader                     | 47°                             | 176                       | João Almeida              | 2°                        |
| 157                   | Michael Matthews      | 72°                   | 167                             | Attila Valter                   | 27°                             | 177                       | Marc Hirschi              | 90°                       |
| Israel-Premier Tech   | Israel-Premier Tech   | Israel-Premier Tech   | Lotto Dstny                     | Lotto Dstny                     | Lotto Dstny                     | Q36.5 Pro Cycling Team    | Q36.5 Pro Cycling Team    | Q36.5 Pro Cycling Team    |
| N°                    | Ciclista              | Clas.                 | N°                              | Ciclista                        | Clas.                           | N°                        | Ciclista                  | Clas.                     |
| 181                   | Pascal Ackermann      | 121°                  | 191                             | Arnaud De Lie                   | 109°                            | 201                       | Matteo Badilatti          | 15°                       |
| 182                   | George Bennett        | 17°                   | 192                             | Cédric Beullens                 | 98°                             | 202                       | Xabier Azparren           | 105°                      |
| 183                   | Marco Frigo           | 66°                   | 193                             | Jarrad Drizners                 | 113°                            | 203                       | Gianluca Brambilla        | 64°                       |
| 184                   | Matthew Riccitello    | 5°                    | 194                             | Pascal Eenkhoorn                | NP 6ª                           | 204                       | Walter Calzoni            | 82°                       |
| 185                   | Michael Schwarzmann   | 136°                  | 195                             | Jacopo Guarnieri                | NP 5ª                           | 205                       | David de la Cruz          | 14°                       |
| 186                   | Jake Stewart          | R 7ª                  | 196                             | Sylvain Moniquet                | 48°                             | 206                       | Damien Howson             | 49°                       |
| 187                   | Stephen Williams      | 81°                   | 197                             | Maxim Van Gils                  | 28°                             | 207                       | Kamil Małecki             | 92°                       |
| Corratec Vini Fantini | Corratec Vini Fantini | Corratec Vini Fantini | Tudor Pro Cycling Team          | Tudor Pro Cycling Team          | Tudor Pro Cycling Team          | Selezione svizzera        | Selezione svizzera        | Selezione svizzera        |
| N°                    | Ciclista              | Clas.                 | N°                              | Ciclista                        | Clas.                           | N°                        | Ciclista                  | Clas.                     |
| 211                   | Alexandre Balmer      | 75°                   | 221                             | Yannis Voisard                  | NP 7ª                           | 231                       | Antoine Aebi              | R 4ª                      |
| 212                   | Matteo Amella         | 142°                  | 222                             | Marco Brenner                   | 19°                             | 232                       | Elia Blum                 | 144°                      |
| 213                   | Valentin Darbellay    | 103°                  | 223                             | Marius Mayrhofer                | 76°                             | 233                       | Christoph Janssen         | 143°                      |
| 214                   | Antoine Debons        | 117°                  | 224                             | Sébastien Reichenbach           | NP 6ª                           | 234                       | Luca Jenni                | 125°                      |
| 215                   | Roberto González      | 108°                  | 225                             | Roland Thalmann                 | 56°                             | 235                       | Fabio Püntener            | 83°                       |
| 216                   | Marco Murgano         | 141°                  | 226                             | Hannes Wilksch                  | 77°                             | 236                       | Jan Sommer                | 126°                      |
| 217                   | Jan Stöckli           | 128°                  | 227                             | Luc Wirtgen                     | 99°                             | 237                       | Félix Stehli              | 139°                      |